# سامسونگ اس‌سی‌اچ-یو۵۲۰
سامسونگ اس‌سی‌اچ-یو۵۲۰ یک‌نمونه از گوشی‌های تلفن همراه سری U شرکت سامسونگ می‌باشد که توسط همین شرکت به بازار عرضه شده‌است.